# Louis de Cardevac d'Havrincourt
Louis de Cardevac, marquis d'Havrincourt (20. juni 1707 – 15. februar 1767) var en fransk adelsmand, officer og Frankrigs gesandt i Sverige i årene 1749 (udnævnt 24. maj) til efteråret 1763, hvor han blev forflyttet til Holland. Han døde som ambassadør i Haag.
Han var generalløjtnant i den franske hær.
10. juni 1737 havde han ægtet Antoinette-Barbonne-Thérèse de Languet (15. september 1723 – 1780), datter af Jacques-Vincent de Languet, comte de Gergy, som var Frankrigs ambassadør i Venedig.